# Kabupaten Mamberamo Tengah
Kabupaten Mamberamo Tengah (engelska: Central Mamberamo Regency) är ett kabupaten i Indonesien.   Det ligger i provinsen Papua, i den östra delen av landet, 3 500 km öster om huvudstaden Jakarta. Antalet invånare är 39 537.